# Gelbnackenspecht
Der Gelbnackenspecht (Chrysophlegma flavinucha, Syn.: Picus flavinucha) ist eine Vogelart aus der Familie der Spechte (Picidae). Die mittelgroße Spechtart besiedelt Teile Süd- und Südostasiens und bewohnt ein breites Spektrum von Waldtypen von Teakwald, offenem immergrünen Regenwald, laubabwerfendem Wald und Sekundärwald bis hin zu Misch- und Kiefernwald. Die in allen Schichten des Waldes, aber vor allem an Stämmen und Ästen gesuchte Nahrung besteht in erster Linie aus Ameisen, Termiten und großen Insektenlarven wie jenen von Bockkäfern. Gelegentlich werden auch andere Wirbellose und kleine Wirbeltiere wie Frösche oder nestjunge Vögel erbeutet. Diese Spechte fressen auch Beeren und Samen.
Die Art ist in ihrem Areal recht häufig bis häufig und der Bestand gilt als stabil, der Gelbnackenspecht wird von der IUCN daher als ungefährdet („least concern“) eingestuft.

## Beschreibung
Gelbnackenspechte sind mittelgroße Spechte mit einer auffallenden, aufgerichteten oder nach oben geschwungenen Federhaube, einem steifen, langen Schwanz und einem langen, leicht meißelförmig zugespitzten und an der Basis breiten Schnabel. Der Schnabelfirst ist in variabler Stärke nach unten gebogen. Die Körperlänge beträgt etwa 33–34 cm, das Gewicht 153–198 g, sie sind damit etwa so groß und schwer wie ein Grünspecht. Die Art zeigt hinsichtlich der Färbung einen deutlichen Geschlechtsdimorphismus, Weibchen sind außerdem etwas weniger kräftig gebaut als Männchen und haben einen kürzeren Schnabel.
Bei Männchen der Nominatform ist die gesamte Oberseite einschließlich Oberschwanzdecken, Oberflügeldecken und Schirmfedern leuchtend gelblich grün, die Oberflügeldecken sind etwas dunkler als die übrige Oberseite. Die Schirmfedern zeigen gelegentlich eine rotbraune Bänderung auf den Innenfahnen. Die Schwingen sind überwiegend dunkelgrün, zu den äußeren Handschwingen hin ändert sich die Färbung zu schwärzlich braun. Alle Schwingen sind auf Außen- wie Innenfahnen breit rotbraun gebändert. Die Schwanzoberseite ist schwärzlich. Die obere Brust ist olivschwarz, die übrige Unterseite des Rumpfes einschließlich der Unterschwanzdecken ist einfarbig grünlich grau. Die Flügelunterseiten sind auf bräunlichem Grund hell gebändert. Der Unterschwanz ist wie der Oberschwanz gefärbt, die äußeren Steuerfedern zeigen einen Grünton.
Stirn und Oberkopf sind olivgrün, im frischen Gefieder haben die Federn rotbraune Spitzen. Die Spitzen der zu einer Haube verlängerten Federn am hinteren Oberkopf und am Hinterkopf sind leuchtend goldgelb; diese Gelbfärbung erstreckt sich bis auf den Nacken. Die Zügelregion und die Ohrdecken sind dunkel olivgrün, zu den hinteren Halsseiten hin wird die Kopffärbung schwärzlicher. Bartstreif, Kinn und obere Kehle sind leuchtend gelb, die Federn der unteren Kehle sind schwärzlich mit weißen Säumen. 
Der Schnabel ist grau, die Basis ist dunkler und die Spitze heller. Beine und Zehen sind grüngrau oder grau. Die Iris ist bräunlich rot oder rötlich, der Augenring ist grau, grünlich oder blaugrau.
Beim Weibchen sind Bartstreif, Kinn und obere Kehle nicht gelb, sondern rötlich braun.

## Lautäußerungen
Die häufigsten Rufe sind verschiedene Varianten von „keep“-Lauten, diese können zweisilbig sein wie „tschup-tschup“ oder „ke-eep“ oder laut und manchmal schwingend wie „ki-jaep“, „kjew“ oder „kjaa“ und dann häufig gereiht. Eine besonders lange und ansteigende Rufreihe wird von beiden Paarpartnern geäußert und dient offenbar als Revierruf. Die Art trommelt nur unregelmäßig, die Trommelwirbel sind leise und schnell.

## Verbreitung
Diese Spechtart besiedelt große Teile Süd- und Südostasiens. Das stark disjunkte Verbreitungsgebiet reicht in West-Ost-Richtung von den Vorbergen des Himalaya in den nordindischen Regionen Garhwal und Kumaon bis zu den südchinesischen Provinzen Guangxi und Hainan und mit einem isolierten Vorkommen bis in das zentrale Fujian. Nach Süden reicht das Areal in den mittleren Südosten Indiens und weiter östlich bis in den Süden Myanmars und Vietnams und dann mit kleinen Verbreitungsinseln bis auf die zentrale Malaiische Halbinsel und in den Südwesten Sumatras. Die Größe des Gesamtverbreitungsgebietes wird auf 2,93 Mio km² geschätzt.

## Systematik
Die Art ist individuell wie geografisch sehr variabel gefärbt, daher wurden zahlreiche Unterarten beschrieben. Winkler et al. erkennen sieben Unterarten an:
- Chrysophlegma flavinucha flavinucha   (Gould, 1834)  – Nördlicher Teil des Verbreitungsgebietes vom Norden Indiens bis in den Norden Vietnams. Die Nominatform ist oben beschrieben. Variable und große Unterart; die Größe nimmt von Nord nach Süd klinal (fließend) ab. Unterart mit der hellsten Oberseite, der am stärksten goldfarbenen Haube und mit der bei Männchen am weitesten ausgedehnten gelben Kehlfärbung.
- Chrysophlegma f. styani  Ogilvie-Grant, 1899  – Hainan. Haube blassgelb, die rötlichen Schwingenbinden erstrecken sich bis zu den Flügelspitzen.
- Chrysophlegma f. ricketti  Styan, 1898  – Von der Region Tonkin im Norden Vietnams nach Osten bis Fujian. Sehr ähnlich voriger Unterart, aber Flügel etwas länger und Schnabel etwas dunkler, die rötlichen Schwingenbinden sind kräftiger.
- Chrysophlegma f. pierrei  Oustalet, 1889  – Südosten Thailands bis zur Südspitze Vietnams. Oberseite etwas stärker gelb als bei den beiden vorigen Unterarten und rötliche Schwingenbinden weniger kräftig.
- Chrysophlegma f. mystacale  Salvadori, 1879  – Nordwesten Sumatras. Brust kräftiger dunkelgrün, Schwingenbänderung reduziert, die untere Kehle ohne schwarzweiße Zeichnung.
- Chrysophlegma f. korinchi  Chasen, 1940  – Südwesten Sumatras. Sehr ähnlich voriger Unterart, aber Oberseite dunkler grün, Bauch heller, Schwingenbänderung matter und mehr braun.
- Chrysophlegma f. wrayi  Sharpe, 1888 – Bergland Malaysias. Ähnlich wie C. f. pierrei, aber kleiner und insgesamt dunkler, Bartstreif beim Männchen leuchtender gelb, obere Kehle gelblich oder rötlich gelb.

## Lebensraum
Gelbnackenspechte bewohnen ein breites Spektrum von Waldtypen von Teakwald, offenem immergrünen Regenwald, laubabwerfendem Wald und Sekundärwald bis hin zu Misch- und Kiefernwald. Auf der Malaiischen Halbinsel und auf Sumatra ist die Art auf das Hügel- und Bergland in Höhenlagen oberhalb 800 m (Sumatra) bzw. zwischen 900 und 2000 m (Malaysia) beschränkt. Im übrigen Südostasien und Indien kommt die Art vom Flachland bis in 2750 m Höhe vor, in Nepal ist sie in Höhenlagen zwischen 300 und 1500 m am häufigsten.

## Lebensweise und Ernährung
Gelbnackenspechte werden paarweise oder in kleinen Familienverbänden angetroffen und schließen sich auch häufig gemischten Vogeltrupps an. Sie sind scheu und ständig in Bewegung, auf dünnen Ästen bewegen sie sich schnell und sitzen auf diesen auch quer. Die Nahrung wird wohl nur ausnahmsweise auf dem Boden, aber sonst in allen Schichten des Waldes und vor allem an Stämmen und Ästen kleiner wie großer Bäume gesucht. Sie besteht in erster Linie aus Ameisen, Termiten und großen Insektenlarven wie jenen von Bockkäfern. Gelegentlich werden auch andere Wirbellose und kleine Wirbeltiere wie Frösche oder nestjunge Vögel erbeutet. Diese Spechte fressen auch Beeren und Samen. Nahrungsobjekte werden fast ausschließlich durch Sondieren, Ablesen oder das Entfernen von Laubstreu und Ähnlichem erlangt; Hacken und Hämmern werden sehr selten beobachtet.

## Fortpflanzung
Die Brutzeit ist je nach Verbreitungsgebiet unterschiedlich, in Indien reicht sie von März bis Juni, in Thailand und Malaysia wahrscheinlich von Januar bis April und auf Sumatra von April bis Mai. Die Höhlen werden in Bäumen meist in Höhen von 3 bis 6 m, selten bis 15 m angelegt. Die Gelege umfassen drei bis vier Eier. Beide Partner brüten und füttern die Jungvögel, die nach dem Ausfliegen noch einige Zeit mit den Eltern zusammenbleiben.

## Bestand und Gefährdung
Angaben zur Größe des Weltbestandes sind nicht verfügbar. Die Art ist in ihrem Areal recht häufig bis häufig und der Bestand gilt als stabil, der Gelbnackenspecht wird von der IUCN daher als ungefährdet („least concern“) eingestuft.